# Макаёнок, Андрей Егорович
Андре́й Его́рович Макаёнок (бел. Андрэй Ягоравіч Макаёнак; 12 ноября 1920 — 16 ноября 1982, Минск) — белорусский советский драматург, сценарист. Народный писатель Белорусской ССР (1977). Член ВКП(б) с 1945 года.

## Биография
Родился 12 ноября 1920 года в деревне Борхов (бел. Борхаў) (ныне Рогачёвский район, Гомельская область, Беларусь) в крестьянской семье. Отец, Егор Сергеевич Макаёнок, был организатором первых колхозов; мать — Мелания Михайловна Макаёнок. В 1927 году поступил в Борховскую начальную школу, продолжил учёбу в Журавичской средней школе, которую окончил в 1938 году.
После окончания школы поступил в военное училище. В 1939 году не прошёл по конкурсу во Всесоюзный государственный институт кинематографии (ВГИК) и в том же году был мобилизован в ряды РККА, службу проходил в Грузии.
В первые месяцы войны участвовал в иранской операции, затем воевал на Северном Кавказе, участвовал в Керченско-Феодосийском десанте в Крыму. 10 апреля 1942 года получил тяжёлое ранение, перенёс несколько операций, и по состоянию здоровья был демобилизован. В 1942—1943 годах работал военруком в одном из сёл Грузии. В конце 1943 года, после освобождения Гомельской области, вернулся в село Журавичи.
В Беларуси находился на комсомольской и партийной работе: был секретарём Журавичского районного комитета комсомола (1944), Гродненского городского комитета комсомола (1945), работал заведующим партийным кабинетом Могилёвского железнодорожного узла (1945—1946), помощником секретаря Журавичского райкома партии (1946—1947). Член СП СССР с 1949 года.
В 1947 году поступил в Республиканскую партийную школу при ЦК КПБ, которую окончил в 1949 году. После обучения в партшколе был направлен в журнал «Вожык», где работал до 1953 года в должности заведующего отделом прозы.
В 1966—1978 годах — главный редактор литературного журнала «Нёман». По мнению писателя Георгия Попова, много лет проработавшего в редакции «Нёмана», именно во времена редакторства А. Макаёнка журнал пережил время своего расцвета.
В 1966 году в составе делегации БССР принимал участие в работе XX сессии Генеральной Ассамблеи ООН, в 1971—1982 годах был депутатом ВС БССР.
Умер 16 ноября 1982 года. Похоронен в Минске на Восточном кладбище.

## Личная жизнь
Андрей Макаёнок-младший — белорусский теле- и радиоведущий, шоумен, сценарист (полуфиналист проекта Comedy Battle, победитель «Рассмеши комика») является внучатым племянником известного драматурга и назван в честь своего знаменитого родственника.

## Киносценарии
- 1958 — Счастье надо беречь (по мотивам повести А. Н. Кулаковского «Невестка», реж. И. Шульман);
- 1964 — Рогатый бастион (экранизация пьесы А. Макаёнка «Лявониха на орбите», реж. П. Василевский);
- 1972 — После ярмарки (по мотивам пьесы Янки Купалы «Павлинка», реж. Ю. Цветков);
- 1957 — В единой семье (документальный);
- 1961 — Кондрат Крапива (документальный).

## Творчество

### Издания на русском языке
- Макаёнок А. Е. Левониха на орбите. — М.: Советский писатель, 1963. — 288 с.
- Макаёнок А. Е. Затюканный апостол. — М.: Советский писатель, 1974. — 280 с.
- Макаёнок А. Верочка // Нёман. — 1980. — № 3. — С. 62—92.
- Макаёнок А. Е. Избранное. — М.: Искусство, 1984. — 535 с.

## Награды и премии
- Орден Октябрьской революции (1980);
- Орден Трудового Красного Знамени (1970);
- Орден «Знак Почёта» (25.02.1955);
- Медали;
- Литературная премия имени Янки Купалы — за комедию «Левониха на орбите» (1962);
- Государственная премия БССР имени Якуба Коласа — за трагикомедию «Трибунал» и комедию-репортаж «Таблетку под язык» (1974);
- Народный писатель Белорусской ССР (1977).

## Память
- В 1983 году Совет министров Белорусской ССР принял решение о присвоении средней школе в селе Журавичи Рогачёвского района Гомельской области имени Андрея Макаёнка.
- В 1986 году в Журавичах Рогачёвского района Гомельской области был открыт дом-музей Андрея Макаёнка и установлен памятник-бюст писателю (скульптор — Дмитрий Попов).
- Имя драматурга носят улицы в Минске, Гомеле, Журавичах, Гродненская центральная городская библиотека.